# Bashkia e Pukës
Bashkia e Pukës är en kommun i Albanien.   Den ligger i prefekturen Qarku i Shkodrës, i den norra delen av landet, 80 kilometer norr om huvudstaden Tirana.
Omgivningarna runt Bashkia e Pukës är en mosaik av jordbruksmark och naturlig växtlighet.  Runt Bashkia e Pukës är det ganska glesbefolkat, med 29 invånare per kvadratkilometer.